# تم‌وورث، استافوردشایر
تم‌وورث، استافوردشایر (به انگلیسی: Tamworth) شهری در کشور انگلستان است که این کشور خود بخشی از بریتانیا محسوب می‌شود. این شهر در سال ۱۹۹۱ میلادی ۶۸٫۴۴۰ نفر جمعیت داشته و در سرشماری سال ۲۰۰۱ جمعیت آن به ۷۱٫۶۵۰ نفر رسیده است. میزان رشد سالانهٔ جمعیت تم‌وورث، استافوردشایر ‎۰٫۵۲ درصد می‌باشد و جمعیت این شهر در سال ۲۰۱۲ به ۷۵٫۸۷۱ نفر تغییر یافت.